# Dactylolabis vestigipennis
Dactylolabis vestigipennis är en tvåvingeart som beskrevs av Alexander 1950. Dactylolabis vestigipennis ingår i släktet Dactylolabis och familjen småharkrankar. Inga underarter finns listade i Catalogue of Life.